# COX5A
COX5A (англ. Cytochrome c oxidase subunit 5A) – білок, який кодується однойменним геном, розташованим у людей на короткому плечі 15-ї хромосоми.  Довжина поліпептидного ланцюга білка становить 150 амінокислот, а молекулярна маса — 16 762.
| 10         |  | 20         |  | 30         |  | 40         |  | 50         |
| ---------- |  | ---------- |  | ---------- |  | ---------- |  | ---------- |
| MLGAALRRCA |  | VAATTRADPR |  | GLLHSARTPG |  | PAVAIQSVRC |  | YSHGSQETDE |
| EFDARWVTYF |  | NKPDIDAWEL |  | RKGINTLVTY |  | DMVPEPKIID |  | AALRACRRLN |
| DFASTVRILE |  | VVKDKAGPHK |  | EIYPYVIQEL |  | RPTLNELGIS |  | TPEELGLDKV |
|            |  |            |  |            |  |            |  |            |

A: Аланін

C: Цистеїн

D: Аспарагінова кислота

E: Глутамінова кислота

F: Фенілаланін

G: Гліцин

H: Гістидин

I: Ізолейцин

K: Лізин

L: Лейцин

M: Метіонін

N: Аспарагін

P: Пролін

Q: Глутамін

R: Аргінін

S: Серин

T: Треонін

V: Валін

W: Триптофан

Білок має сайт для зв'язування з іонами металів, іоном заліза, гемом. 
Локалізований у мембрані, мітохондрії, внутрішній мембрані мітохондрії.